# Nueva Guinea
Nueva Guinea est une municipalité nicaraguayenne de la région autonome de la Côte caraïbe sud.